# Álvaro Cunqueiro
Álvaro Cunqueiro Mora (né le 22 décembre 1911 à Mondoñedo en Galice et mort le 28 février 1981 à Vigo) est un romancier, poète, dramaturge, journaliste et gastronome espagnol, considéré comme l'un des piliers de la littérature galicienne.
Son œuvre est écrite en galicien et en castillan.

## Textes traduits en français

### Publiés par Actes Sud
- Les Chroniques du sous-chantre.
- L'année de la comète, ou, La bataille des quatre rois.
- Galiciens, corbeaux et parapluies.

### Publiés par Ibéria
- Gens d'ici et de là.